# Minute de silence
Pour les articles homonymes, voir Minute de silence (homonymie).

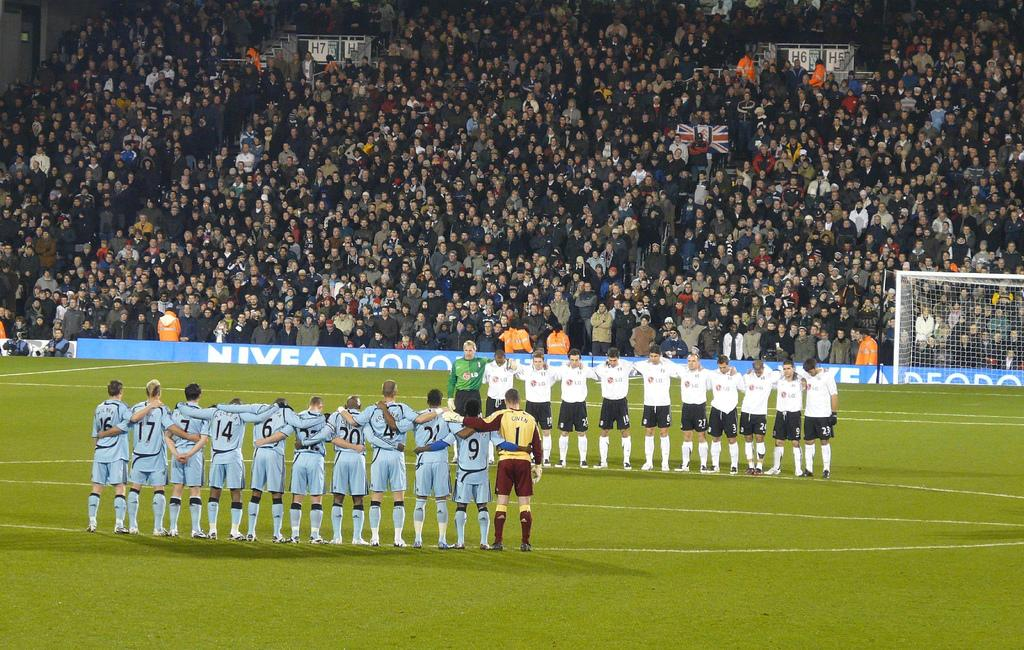
En 2007, les supporters et joueurs du Fulham Football Club et du Newcastle United Football Club observent avant un match une minute de silence en mémoire du joueur décédé Jim Langley.

Une minute de silence est un moment de recueillement pendant lequel, debout le plus souvent, on s'abstient de parler en signe d'hommage, pendant une durée assez longue pour s'assimiler à une minute.
La minute de silence sert généralement à la commémoration d'un événement tragique pour une communauté qui est diverse, de sorte qu'un rite particulier à une religion est inapproprié.

## Explication
Le « silence » dont il est question se comprend dans le sens premier, l'état d'une personne qui s'abstient de parler. La minute de silence montre le consensus du groupe, puisqu'elle offre l'occasion d'une manifestation d'opposition, et que si aucun son ne l'accompagne, l'indifférence même se manifeste par un brouhaha. Mais les minutes de silence sont quelquefois accompagnées de sons, comme celui du glas ou celui de sirènes d'alerte, ou, dans les enceintes sportives, d’applaudissements.
Le silence des voix est le plus souvent complété par une suspension de l'activité : on s'immobilise debout, dans une attitude recueillie. Le silence et l'immobilité symbolisent la solidarité avec les morts, qui ne peuvent ni bouger, ni parler.
Dans la littérature « une minute de silence », expression marquant plutôt la stupéfaction que le recueillement attestée au XVIIIe siècle, ne signifie pas une minute montre en main, mais un peu plus que quelques instants de silence. Il en va de même pour les modernes célébrations civiques. Par exemple, pendant le jour du Souvenir, la durée de recueillement est, dans la plupart des pays, de deux minutes.
Cette forme, dans laquelle certains ont vu une forme de religion civile, remplace la prière dans une société de respect des religions diverses, incluant l'athéisme ou l'agnosticisme. Elle remplace, pour les civils, la sonnerie aux morts des cérémonies militaires.
Afin de convenir d'une telle opération commune à plusieurs pays, on engage, ce que l'on appelle dans le langage diplomatique, un protocole de silence. Les diplomates représentant les pays impliqués font des propositions jusqu'à éventuellement arriver à un accord[réf. souhaitée].

## Historique
Le Portugal a donné le premier exemple connu d'hommage rendu sous forme de temps de silence, à la mort le 10 février 1912 de José Maria da Silva Paranhos Júnior, baron de Rio Branco. Ministre brésilien des Affaires étrangères, il avait été en 1910 l'un des premiers hommes d'État à reconnaître la République portugaise. Le 13 février, la séance du Parlement portugais fut suspendue une demi-heure, comme il était d'usage ; l'innovation vint des sénateurs, le lendemain, qui restèrent à leurs sièges pour observer dix minutes de silence. Avec le temps, les dix minutes sont passées à cinq, puis à une minute, jusqu'à nos jours.
L’armistice signé le 11 novembre 1918 fut fêté avec enthousiasme et de bruyantes manifestations dans les rues. Le journaliste australien et ancien combattant de l'armée britannique Edward George Honey (en) aurait souhaité plus de sobriété et de solennité pour marquer la fin de la Grande Guerre qui avait endeuillé tant de familles. Dans une lettre ouverte au journal London Evening News (en) en mai 1919, il suggéra le principe d'un temps de recueillement silencieux pour célébrer le premier anniversaire de cet armistice dans le Commonwealth. Cette forme laïcisée de la prière pouvait réunir aussi bien croyants de toutes dénominations qu'agnostiques et athée. Il proposa une période de 5 minutes de silence qui fut jugée trop longue, tandis qu'une minute était trop courte. L'homme d'État sud-africain Sir James Percy FitzPatrick suggéra deux minutes le 27 octobre 1919 à George V, roi du Royaume-Uni, qui rendit ce temps officiel le 7 novembre 1919 pour le jour du Souvenir : deux minutes de silence (symboliquement une pour les morts, une pour les survivants) sont dès lors observées à 11 heures dans tout le pays (heure de l'entrée en vigueur de l'armistice), le 11e jour du 11e mois de chaque année.
En France, le Parlement vote une loi relative à la commémoration et à la glorification des morts pour la France au cours de la Grande Guerre le 25 octobre 1919. On sonnera les cloches et tirera le canon le jour anniversaire de l'armistice du 11 novembre 1918. À partir de 1922, la minute de silence pour la France entière le 11 novembre à 11 heures s'ajoute aux commémorations.
La minute de silence se répand ensuite dans les pays d'Europe et d'Amérique comme solennité commémorative.

## Dans la culture
Dans la série télévisée américaine 24 Heures chrono, un générique de fin d'épisode silencieux, sans bande sonore, manifeste la mort de personnages importants de la fiction[réf. souhaitée].